# Ryan Woodle
Ryan Woodle – amerykański aktor filmowy, telewizyjny i głosowy. Zagrał w roli Phila w serialu Zakazane imperium. Wystąpił też w thrillerze The Box. Pułapka.
Użyczył głosu w grach Grand Theft Auto IV: The Lost and Damned i Grand Theft Auto V.
Ma 188 cm wzrostu.

## Filmografia

### Filmy
- The Bonnie Situation (2005) jako Wade
- The Box (2009) jako Jeffrey Carnes
- Jack, Jules, Esther & Me (2013) jako dostawca
- Future Hero (2014) jako Adam
- Family on Board (2014) jako Joseph Pines
- The Bar Mitzvah Club (2015) jako tata
- In the Mix (2015) jako Ryan
- Broken Soldier (2016) jako Racetruck Teller
- Dream Years (2018) jako Richard

### Telewizja
- As the World Turns (2008) jako strażnik
- Gossip Girl (2008) jako dostawca
- Prawo i bezprawie (2008) jako Larry McHale
- Important Things with Demetri Martin (2009) jako TGIF Manager/.T.G.I.F. Manager
- Prawo i porządek: Sekcja specjalna (2009) jako Rusty
- Prawo i porządek: Zbrodniczy zamiar (2010) jako Tommy
- Szpital Miłosierdzia (2010) jako oficer Francisco
- Bananowy doktor (2011) jako Bill
- Unforgettable (2012) jako ślusarz
- Złoty chłopak (2013) jako Pete Hawley
- Zakazane imperium (2012−2013) jako Phil/Phil-Faraday Iron Salesman/Phil-Faraday Irons Salesman
- Impersonalni (2014) jako Barry
- American Odyssey (2015) jako fotograf
- Daredevil (2016) jako George Bach
- W potrzebie (2016) jako Chase
- The OA (2016) jako Jason
- The Tick (2017–2018) jako VLM

### Gry wideo
- Grand Theft Auto IV: The Lost and Damned jako Chad
- Grand Theft Auto V jako Bradley „Brad” Snider